# リフォーム詐欺
リフォーム詐欺（リフォームさぎ）とは、リフォーム工事をする意思も能力もないのに、被害者に対し虚偽の事実を申し向け、材料費や工事費などの名目で現金を騙し取る詐欺のこと。実際にリフォーム工事に入らないので、前金詐取と言える。

## 概要
各家庭を直接訪問して「床下に湿気がこもり、シロアリに食われている」などと言葉巧みに住宅損壊の不安を煽って不要なリフォーム工事と称するものを売り付ける詐欺行為。
普通の工事を行っていた経営状態の苦しい工務店が、目先の金欲しさにリフォーム工事を持ち掛け材料費を前払いさせそのまま持ち逃げする場合もあるが、これは取り込み詐欺の一種である。また、工務店を辞めた者が勤務先の工務店の書類や資料を持ち出し、その工務店に勤務しているように装って顧客にお金を払わせるケースもある。
あるいは、建築土木の業務に携わっている者やその知識があるものが、知人や有力者の紹介だと称して金品を受け取っていくものもある。